# Видавництво туристичної освіти
Видавництво туристичної освіти ( ВТО ) – це університетське видавництво, яке є філією Пекінського університету міжнародних досліджень (BISU) Китаю .  Воно було засноване у листопаді 1987 року в рамках національної програми, спрямованої на підтримку розвитку вітчизняної туристичної індустрії та освіти в галузі туризму.

## Історія видавництва
Історія видавництва сягає 1980-х років, коли тісні зв’язки університету з китайським міністерством туризму CNTA значно сприяли його створенню.
У 1978 році китайський уряд запровадив економічну реформу та зробив великий акцент на інтеграції у світовий ринок. Задля підвищення рівня знання англійської мови серед обслуговуючого персоналу, зокрема в галузі туризму, упродовж трьох років CNTA передав відповідальність за мовну підготовку Пекінському університету міжнародних досліджень. У 1981 році Пекінський університет міжнародних досліджень разом із CNTA спільно заснували кафедру туризму.
У березні 1983 року університет перейшов у пряме підпорядкування Міністерства та чітко визначив себе як вищий навчальний заклад для підготовки кадрів у галузі туризму, що спеціалізується на туристичному письмовому та усному перекладі, туристичній торгівлі та менеджменті туризму . У 1987 році тодішній голова CNTA Хан Кехуа зайняв пост президента університету. Того ж року в листопаді було засновано Видавництво туристичної освіти, яке завдяки прямій приналежності університету до CNTA також отримало статус національного або центрального видавництва. 

## Ключові дати
- 17 листопада 1987 року: Видавництво туристичної освіти отримало офіційну ліцензію на видавництво від GAPP.[3]
- 31 грудня 1987 року: Відбулося урочисте відкриття видавництва.[3]
- 2003 рік: Видавництво розпочало створення власної онлайн платформи, спочатку називаючи її "China Tourism Education".[3]
- 2005 рік: Видавництво співпрацювало з групою "Founder" та створило власну торгову онлайн систему.[3]

## Статистика
|        | Загальні публікації (річні зміни) | Загальні публікації (річні зміни) | Загальні публікації (річні зміни) | Загальні публікації (річні зміни) | Підручники/навчальні матеріали (річні зміни) | Підручники/навчальні матеріали (річні зміни) | Підручники/навчальні матеріали (річні зміни) | Підручники/навчальні матеріали (річні зміни) |
| Всього | %                                 | Нові                              | %                                 | Всього                            | %                                            | Нові                                         | %                                            |                                              |
| 1998   | 67                                | -                                 | 26                                | -                                 | 45                                           | -                                            | 7                                            | -                                            |
| 2010   | 229                               | -                                 | 128                               | -                                 | 90                                           | -                                            | 28                                           | -                                            |

Починаючи з 2007 року, Видавництво туристичної освіти отримало 23 нагороди за 41 зі своїх видань, а 109 видань, що належать до нього, були відібрані для проектів "Підручники Нації", "Видатні підручники" або були висунуті на інші наукові нагороди Міністерством освіти та місцевим урядом.

## Партнерства
У внутрішній видавничій галузі, Туристичне видавництво є одним із провідних у сфері туристичних публікацій, поряд з China Travel and Tourism Press . 
У 2012 році ВТО уклало офіційну угоду з Китайською академією туризму з метою спільного розвитку. Ця співпраця передбачала створення академічного партнерства, де видавництво діяло як посередник у розвитку туристичної науки, а дослідницькі проекти, проведені академією, ставали джерелом публікацій для видавництва. 

## Дивись також
- Пекінський університет міжнародних досліджень
- Список установ, пов'язаних з туризмом у Китаї
- Видавнича справа в Китаї